# Joseph-Édouard Cauchon
Pour les articles homonymes, voir Cauchon.
Joseph-Édouard Cauchon, né le 31 décembre 1816 à Québec et mort le 23 février 1885 à Whitewood, est un journaliste et homme politique canadien.

## Biographie

### Jeunesse
Il fait ses études classiques au Séminaire de Québec de 1830 à 1839. À la sortie du collège, Cauchon entreprend son droit à l’étude de James George Baird, un notaire réputé. Même s’il est reçu au barreau en 1843, Cauchon ne pratiquera jamais le droit. Il se lance plutôt dans une carrière journalistique et politique.

### Carrière en journalisme
En 1841, il publie le manuel Notions élémentaires de physique, avec planches à l'usage des maisons d'éducation qui est destiné aux « écoles et à toutes les classes de la société ». Il est fort probable que cet ouvrage soit basé sur les notions qu’il a acquises au Séminaire de Québec durant ses cours de physique.
En 1841-1842, il exerce la fonction de rédacteur pour le journal Le Canadien. Ayant apprécié son expérience en journalisme, il lance en 1842 le Journal de Québec conjointement avec son beau-frère Augustin Côté. Il y travaille comme rédacteur de 1842 à 1875. Cette fonction l’incite à prendre part à plusieurs débats houleux.

### Carrière politique

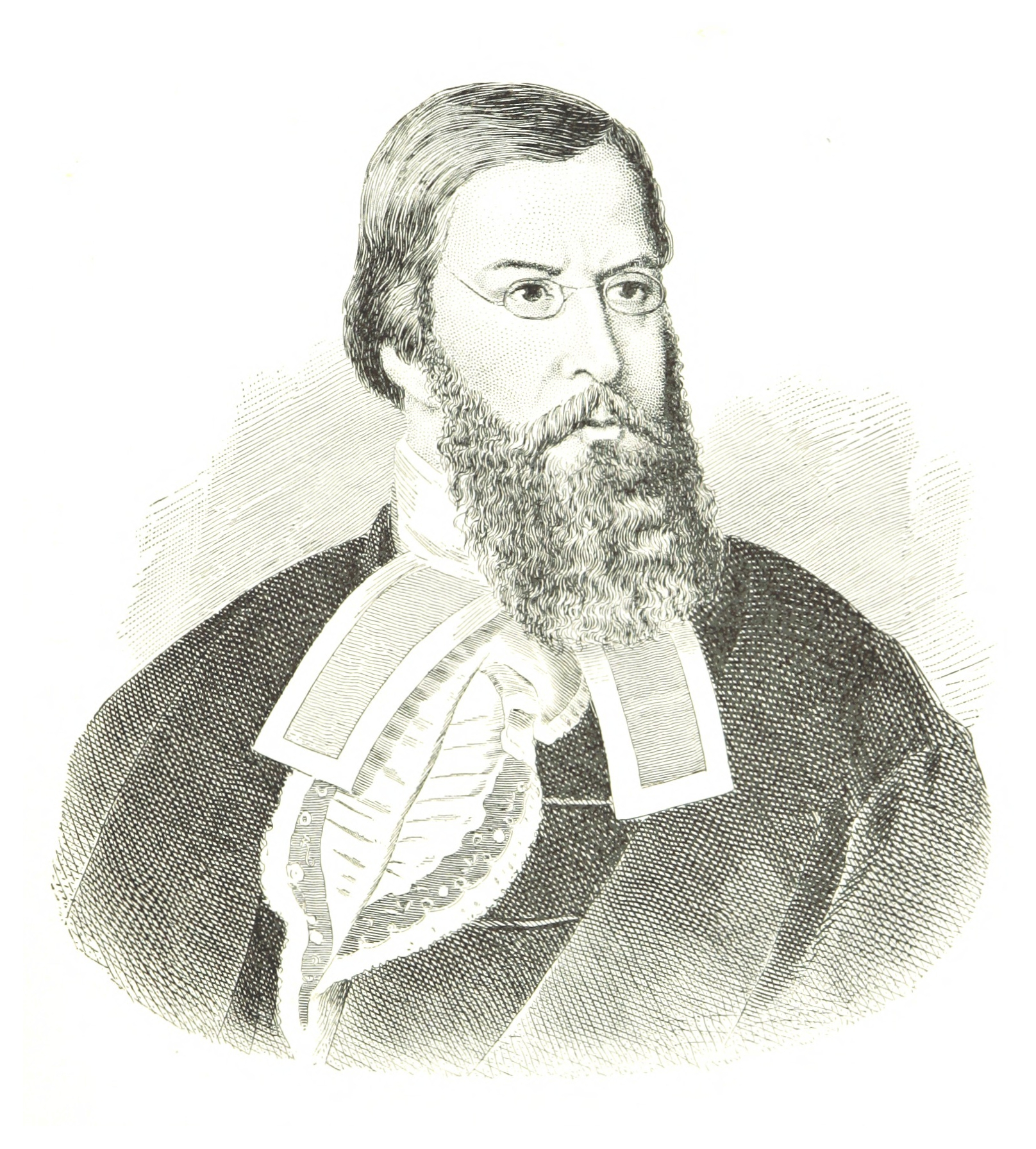
En 1882.

La portion politique de sa carrière débute officiellement en 1844 sous la bannière des Réformistes alors qu’il est élu comme député au Bas-Canada. Très actif et très ambitieux, il participe à plusieurs événements politiques qui ont lieu entre l'Union des deux Canadas et la Confédération. Il est député du Canada-Uni.  Mentionnons qu’au lendemain de la création du Canada, une controverse l’écarte du privilège d’être le « premier » premier ministre du Québec (1867). Il œuvre quand-même en politique provinciale sur une période allant de 1867 à 1874. Vers la fin de sa vie, il est nommé au poste de lieutenant-gouverneur du Manitoba. Il meurt dans cette même province en 1885 à l’âge de 69 ans.
Présenté par ses contemporains comme un personnage ambitieux aimant bien les polémiques, on a reproché à Cauchon d’agir trop souvent en fonction de ses intérêts personnels. Malgré cette personnalité houleuse qui ne plaît pas à tous, Cauchon doit être reconnu comme un homme n’ayant pas peur de défendre ses idées sur la place publique.

## Honneurs
La rue J-E Cauchon à Québec a été nommée en son honneur.